# Robert John Maitland
Pour les articles homonymes, voir Maitland.
Robert John Maitland, dit Bob Maitland, né le 31 mars 1924 à Birmingham et mort le 26 août 2010 à Metz, est un coureur cycliste britannique. Il a pris la sixième place de la course sur route des Jeux olympiques de 1948, et ainsi obtenu la médaille d'argent de la course par équipes avec Ian Scott et Gordon Thomas. Il remporté plusieurs championnats de Grande-Bertagne à l'époque où deux organismes - la British League of Racing Cyclists (BLRC) et la National Cyclists' Union (NCU) - organisaient des championnats se concurrençant. Il est ainsi champion de Grande-Bretagne sur route de la NCU en 1948, et de la BLRC en catégorie indépendants en 1953.

## Biographie
Né à Birmingham, Robert John Maitland s'intéresse au cyclisme durant son enfance et collectionne les autographes de coureurs de l'époque. Il finit par se lancer dans cette pratique. Sa première course est une compétition de 25 miles organisée par la Birmingham Time Trial Association. En 1939, il gagne une course junior à Warwickshire, et rejoint le Solihull Cycling Club l'année suivante.
Etant ingénieur, une Reserved occupation (en) au Royaume-Uni durant la Seconde guerre mondiale, il n'est pas mobilisé et peut continuer de courir durant cette période. 
En 1944 et 1946, il est troisième du championnat de Grande-Bretagne sur route de la NCU, puis remporte ce championnat en 1948. La même année,  il prend la sixième place de la course sur route des Jeux olympiques de 1948, et ainsi obtenu la médaille d'argent de la course par équipes avec Ian Scott et Gordon Thomas. Il est à nouveau troisième du championnat NCU en 1949.
Ayant rejoint la  British League of Racing Cyclists, Bob Maitland est deuxième du championnat sur route de cette organisation dans la catégorie indépendant en 1952, et champion l'année suivante.
En 1955, Maitland dispute le Tour de France au sein d'une équipe britannique sélectionnée par des journalistes spécialisés, faute de pouvoir confier cette responsabilité à l'une des fédérations en concurrence. Inexpérimenté sur les courses professionnelles françaises, la plupart des coureurs abandonnent durant la première moitié du Tour, dont Maitland lors de la neuvième étape.
En 1958, il court dans sa propre équipe, Maitland Cycles.
Après sa carrière, Bob Maitland continue de courir. Membre de la League of Veteran Racing Cyclists, il est champion du monde masters en catégorie 65-69 ans en 1989.

## Palmarès
- 1944
  - 3e du championnat de Grande-Bretagne sur route - NCU
- 1945
  - Champion de Grande-Bretagne de la course de côte
- 1946
  - 3e du championnat de Grande-Bretagne sur route - NCU
- 1948
  - Champion de Grande-Bretagne sur route - NCU
  -  Médaillé d'argent de la course par équipes des Jeux olympiques
  - 6e de la course sur route des Jeux olympiques
- 1949
  - Champion de Grande-Bretagne de la course de côte
  - 3e du championnat de Grande-Bretagne sur route - NCU
  - 3e du Manx Trophy
- 1952
  - 2e du championnat de Grande-Bretagne sur route - BLRC indépendants
  - 3e du Tour de Grande-Bretagne
  - 3e du Manx Trophy
- 1953
  - Champion de Grande-Bretagne sur route - BLRC indépendants
- 1954
  - 3e du championnat de Grande-Bretagne sur route - BLRC indépendants